# Mahmoud Hamdy
Mahmoud Hamdy Attia (arab. محمود حمدي; ur. 1 czerwca 1995) – egipski piłkarz grający na pozycji środkowego obrońcy. Od 2016 roku jest zawodnikiem klubu Zamalek SC.

## Kariera piłkarska
Swoją karierę piłkarską Hamdy rozpoczął w klubie Tala’ea El-Gaish SC. W sezonie 2009/2010 zadebiutował w nim w pierwszej lidze egipskiej. W klubie tym występował do końca sezonu 2015/2016. Latem 2016 trafił do stołecznego Zamaleku. W sezonie 2017/2018 zdobył z nim Puchar Egiptu.
| Sezon   | Klub                | Kraj  | Rozgrywki | Mecze | Gole |
| ------- | ------------------- | ----- | --------- | ----- | ---- |
| 2013/14 | Tala’ea El-Gaish SC | Egipt | I liga    | 8     | 0    |
| 2014/15 | Tala’ea El-Gaish SC | Egipt | I liga    | 27    | 1    |
| 2015/16 | Tala’ea El-Gaish SC | Egipt | I liga    | 31    | 0    |
| 2016/17 | Zamalek SC          | Egipt | I liga    | 24    | 0    |
| 2017/18 | Zamalek SC          | Egipt | I liga    | 21    | 1    |

## Kariera reprezentacyjna
W reprezentacji Egiptu Hamdy zadebiutował 25 maja 2018 roku w zremisowanym 1:1 towarzyskim meczu z Kuwejtem, rozegranym w Kuwejcie. W 2018 roku powołano go do kadry na Mistrzostwa Świata w Rosji. Był na nich rezerwowym i nie rozegrał żadnego meczu.